# A Dictionary of the English Language

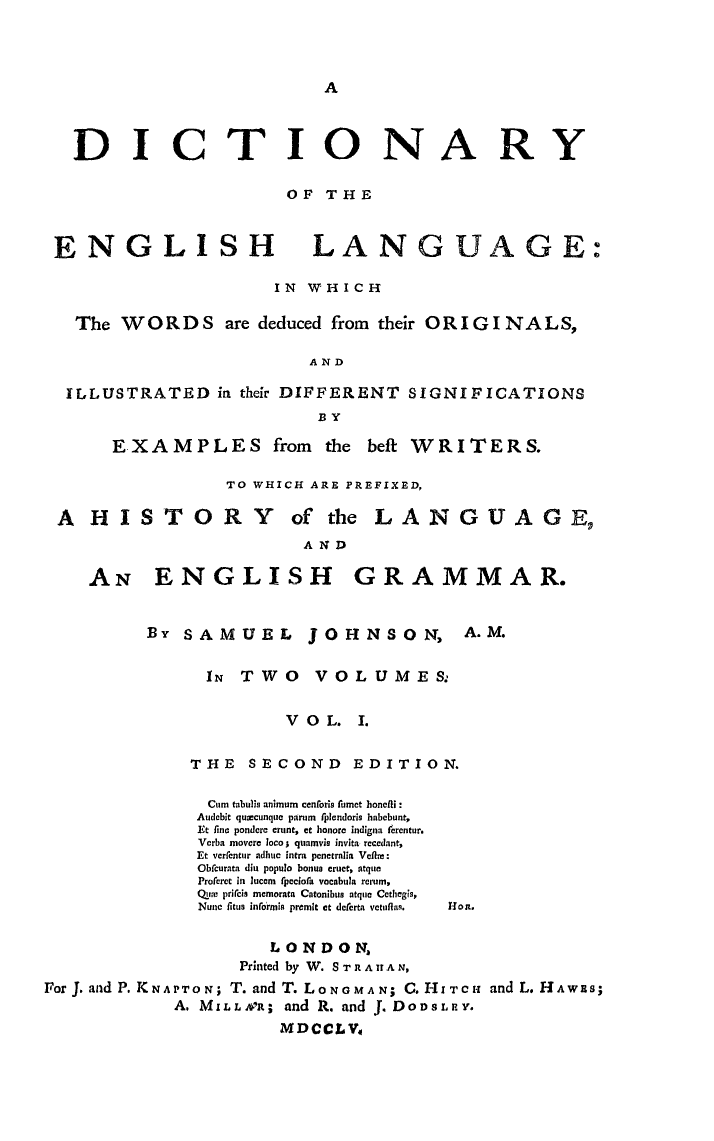
Portada de la segunda edición del Diccionario de Samuel Johnson

A Dictionary of the English Language, publicado el 15 de abril de 1755, también conocido como Johnson’s Dictionary, fue escrito por Samuel Johnson, a quien contrataron unos libreros londinenses. Antes de la publicación del diccionario, Johnson preparó un boceto bajo el título Plan of a Dictionary of the English Language ("Plan del Diccionario de la lengua inglesa"), el cual incluía sus intenciones y la metodología propuesta. Este boceto contó con el apoyo de Philip Stanhope, Conde de Chesterfield.
La obra de Johnson fue considerada el diccionario de inglés por excelencia hasta la publicación del Oxford English Dictionary. Una de las razones por las que el Diccionario de Johnson se convirtió en uno de los más influyentes de la historia de la lengua inglesa fue ser el primero en recopilar exhaustivamente el léxico inglés, al dar cuenta del uso práctico y real del idioma. Además, los diccionarios previos a la publicación del de Johnson solían ser glosarios de “palabras difíciles” malamente organizados y documentados. 

## El texto: aspectos positivos y negativos
La portada recoge lo siguiente:
DICCIONARIO
de la
LENGUA INGLESA:
en el cual
Las PALABRAS se deducen a partir de sus ORIGINALES,
y
SON ILUSTRADAS en sus DIFERENTES SIGNIFICADOS
con
EJEMPLOS de los mejores ESCRITORES
A los que se adjuntan,
Una HISTORIA de la LENGUA,
y UNA GRAMÁTICA INGLESA.
Por SAMUEL JOHNSON, A.M.
Johnson se refería al diccionario como “Vasta mole superbus” (“orgulloso de su gran volumen”) debido a su peso y magnitud, por los cuales tuvo que ser dividido en cuatro volúmenes para posibilitar su impresión. La primera edición del diccionario contenía un total de 42.773 palabras, a las que se añadieron algunas en ediciones sucesivas.
A la magnitud del diccionario se le añade su elevado precio, en parte a causa de la excelente calidad del papel empleado. Ambas particularidades ocasionaron que, durante treinta años, la venta anual media del libro fuese de tan solo 200 ejemplares. Por consiguiente, el diccionario no resultó rentable ni beneficioso económicamente para Johnson hasta que éste recibió una pensión anual del Estado. 
A pesar de estas limitaciones, el diccionario fue objeto de apreciación a nivel mundial, sirviendo su alcance y estructura como modelo para diccionarios posteriores. Llegó también a influenciar la cultura popular; así, su recopilación constituyó la principal línea argumental del segundo episodio de la tercera temporada de La Víbora Negra (“Blackadder the Third”).
Una de las innovaciones más relevantes de Johnson fue ilustrar los significados de sus palabras mediante citas literarias de autores importantes.
Asimismo, a fin de evitar la mera descripción, Jonhson incluyó notas sobre el uso de la palabra e introdujo humor y prejuicio en múltiples definiciones. Un ejemplo de esto último es “oats” (avena), que definió como “un cereal que generalmente se les da a los caballos en Inglaterra, pero que en Escocia sustenta a la gente”.
Además, incluyó palabras extravagantes y poco conocidas, como “writative” (que podría traducirse como “algo que puede ser escrito”), palabra usada exclusivamente por Alexander Pope.
En un nivel más serio, el trabajo de Johnson mostró una minuciosa meticulosidad en su completitud, tanto en las definiciones como en las ilustraciones. 

## Ediciones en folio, abreviadas y réplicas
El diccionario de Johnson se publicó en dos formatos:
La primera fue la edición en folio de 1755, que contaba con citas literarias completas de autores como Dryden y Shakespeare. A esta le siguieron una segunda edición del mismo año, una tercera (1765) y una cuarta (1773), que incluía revisiones por parte de Johnson respecto a la obra original.
La edición abreviada se imprimió en 1756 y no contaba con citas literarias, por lo que su producción y su adquisición resultó más asequible.
A Dictionary of the English Language, la plataforma online del Johnson’s Dictionary, recoge una versión digitalizada completa de la primera edición en folio, además de permitir realizar búsquedas en el mismo. 

## Influencia y Reputación
Johnson estableció tanto una metodología para la elaboración de diccionarios como un paradigma de presentación de las entradas. 
Su obra sirvió de modelo a lexicógrafos extranjeros como Bottarelli y Baretti. Es más, su adopción en América fue un evento trascendental en la historia de la lexicografía; y ha estado presente en el ámbito jurídico, especialmente en los Estados Unidos. Además, el presidente de la Academia de Florencia declaró que sería un “Monumento perpetuo de fama” para el autor.

## Crítica
Johnson elaboró su diccionario cuando la etimología se basaba en gran medida en conjeturas; de ahí que sus etimologías fuesen consideradas insuficientes según los estándares modernos, puesto que eran lingüísticamente conservadoras al apuntar hacia fuentes latinas o griegas.
A su vez, el diccionario era demasiado prescriptivo, proporcionaba una escasa guía de pronunciación y algunas elecciones ortográficas resultaban inconsistentes. Asimismo, no ofrecía demasiadas pautas ortológicas de palabras específicas.